# Wolperdorf
Wolperdorf ist ein Weiler der Ortsgemeinde Karlshausen im Eifelkreis Bitburg-Prüm in Rheinland-Pfalz.

## Geographische Lage
Wolperdorf liegt am nordöstlichen Ende des Hauptortes Karlshausen auf einer Hochebene. Die Ansiedlung ist mit dem Hauptort zusammengewachsen. Der Weiler ist von umfangreichen landwirtschaftlichen Nutzflächen und einigen kleinen Waldgebieten umgeben. Nördlich der Ansiedlung fließt ein Ausläufer der Enz und südlich des Weilers ein Ausläufer des Gaybaches.

## Geschichte
Die genaue Entstehungsgeschichte des Weilers ist unbekannt. Als gesichert gilt jedoch, dass Wolperdorf bereits um 1840 zusammen mit den Weilern Haubendell und Juckerstraße sowie dem Wohnplatz Karlshauser Mühle existierte.
Der Name Wolperdorf hat sich erst später entwickelt. Ursprünglich hieß die Siedlung Klosvolpert.

## Kultur und Sehenswürdigkeiten

### Wegekreuz
Innerhalb der Ortslage befindet sich ein Wegekreuz. Es steht am Höhenpunkt auf 522 m über NHN. Genauere Angaben hierzu liegen nicht vor.

### Naherholung
Durch Wolperdorf verläuft die Strecke der 7-Flüsse-Radtour (Eifel, Luxemburg, Mosel). Die Strecke ist in vier Etappen unterteilt und hat eine Gesamtlänge von rund 228 km.

## Wirtschaft und Infrastruktur

### Unternehmen
In Wolperdorf ist eine Organisation für Luftbildfotografie ansässig.

### Verkehr
Es existiert eine regelmäßige Busverbindung ab Karlshausen.
Wolperdorf ist lediglich durch eine Gemeindestraße erschlossen. Der Ort liegt unmittelbar an der Landesstraße 10.